# Phantasy Star II: Text Adventure
Phantasy Star II: Text Adventure (ファンタシースターII テキスト アドベンチャー) est une série de huit jeux vidéo mêlant rôle et aventure sortis en 1990 uniquement au Japon sur Mega Drive via son modem le Sega Meganet.
Ces huit jeux étaient donc disponibles via téléchargement et ne sont pas sortis du territoire japonais. Ils sont également très peu connus du grand public.
Ces fictions mettent en scène les principaux personnages de Phantasy Star II.

## Système de jeu

### Généralités
Le gameplay sera repris à l’identique dans Phantasy Star Adventure, sorti deux ans plus tard sur Game Gear. Le jeu fonctionne sur une série de texte et d’écrans fixes, complétés de nombreux dialogues et d'un menu assez riche, mais aussi de quelques combats. Le joueur ne se déplace pas en liberté, mais uniquement via le menu. Contrairement au titre sur Game Gear, les textes sont écrits en Kanji et  sont donc peu accessibles pour les joueurs non initiés au japonais.

### Système de combat
On a sur l'écran de combat la possibilité de fuir ou d'attaquer. En choisissant cette option, un système de dé apparaît. C'est-à-dire qu'un chiffre va apparaître aléatoirement sur votre écran et cela pour indiquer notre force de frappe sur l'ennemi. Ce système est également utilisé plus tard dans Phantasy Star Adventure.

## Traduction et Développement
Le Sega Meganet a fermé son réseau depuis bien longtemps. Les jeux ne peuvent plus être disponibles, mais quelques joueurs possèdent encore les titres. Des traductions en anglais ont été effectuées sur trois des huit jeux par des fans, mais cela n'a rien d'officiel.

## Les huit aventures
Yushis' AdventureIl se nomme Rolf sur les versions américaine et européenne. Il est un agent du gouvernement de la capitale de la planète Motavia, Paseo. Il est le personnage principal de Phantasy Star II. En mission, il secoure une jeune newman : Nei.
Nei's AdventureCet épisode prend pour rôle principal la jeune Nei. Il s'agit d'une newman, cela veut dire que ses cellules sont mélangées à celles des bio-créatures. Elle est sauvée par Rolf qu'il la considèrera par la suite comme sa propre sœur.
Rudger's AdventureRudo sur les versions américaine et européenne. Après la perte de sa femme et de son enfant à la suite d'une attaque des bio-monstres, il deviendra un hunter destiné à leur extermination.
Anne's AdventureAmy sur les versions européenne et américaine.  Elle vient de terminer son stage à l'hôpital de River Town et est devenu un véritable médecin. D'une nature très calme, elle se consacre à aider tous ceux qui ont besoin de son aide médicale. Son chapitre a lieu au printemps de l'année interstellaire 1284, peu de temps avant les événements de Phantasy Star II. Son histoire nous donne une idée sur la raison qui a poussé ce personnage à devenir un médecin et ce qui l'a fait décider à venir en aide aux victimes des bio-monstres.
Huey's AdventureHugh sur les versions européenne et américaine. C'est un biologiste qui adapte sa connaissance de l'anatomie à la lutte contre les bio-monstres.
Amia's AdventureL'arrivée massive des bio-monstres a été rapidement suivie par une nouvelle classe de guerriers. Appelé les Hunters, ils se consacrent à la protection de la population sur la planète Motavia. Anna (son nom sur les versions américaine et européenne), cependant, est un hunter d'un genre différent. Elle ne chasse pas les bio-monstres, mais les hunters, qui sont devenus pour la plupart, une menace pire que les monstres.
Kinds' AdventureJosh sur les versions américaine et européenne. Âgé de 18 ans, cet ingénieur en herbe a toujours aimé les machines et connait parfaitement bien le mode de fonctionnement des robots. Il a construit de nombreux petits appareils et sait pirater les ordinateurs. Toutefois, étant tête en l'air, il détruit souvent les choses, mais essaye malgré tout de les réparer. Finalement, après avoir été un « réparateur » peu doué, il décida plutôt de mettre son talent à la destruction des machines pour faire le bien. Il commença à se joindre à une bande de rebelles dans le but de détruire Mother Brain, le grand cerveau électronique du système solaire d'Algol. Et finalement, il finit par faire équipe avec Rolf dans Phantasy Star II.
Shilka's AdventureShir sur les versions américaine et européenne. Elle est l'unique héritière d'une riche famille à Paseo, la capitale de la planète Motavia. Au lieu de passer son temps à rien faire et pour remédier à la monotonie de la vie quotidienne, elle est devenue une voleuse experte. Elle aime prendre l'air, la fraîcheur de la brise de nuit et se repose souvent sur les toits. On la surnomme « Shir of the Wind ». Son aventure a lieu en automne de l'année interstellaire 1282, environ deux ans avant les événements qui se déroulent dans Phantasy Star II. Elle envisage de voler un tableau intitulé « Opa-Opa », qui est exposée dans un hôtel d'exposition.

## Portages
Les huit jeux sont répartis dans les compilations Game no Kanzume: Sega Games Can Vol. 1 et Game no Kanzume: Sega Games Can Vol. 2, sorties sur Mega-CD le 18 mars 1994.
On retrouve également ces huit aventures dans le jeu Phantasy Star Complete Collection, une compilation créée à l’occasion des vingt ans de la série.